# Xarranca

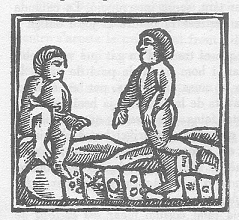
Joc de la xarranca segons una auca set-centista

Xarranca o sambori és el nom donat a diversos jocs en què es dibuixen una sèrie de caselles numerades a terra per on han de saltar els jugadors per ordre després de tirar-hi un tros de teula o una pedra plana que caldrà arrossegar mentre se salta a peu coix.

## Noms
Els noms d’aquest joc infantil són nombrosos: 
El mot xarranca té les variants eixarranca (Camp de Tarragona), eixanc, eixanclis, enxanc, enxanca, enxanques, enxencarra, enxerranc, esguerranxa, xaranga, xeranga, xarranco, xencarro, xincarro, xarrango, xàncales, xàncares, xàngales, xanco, xangues, xenga, xenca, xencra, xanclis, xampla, xinga o janco (la major part d'aquests termes a les Illes Balears); baixo, gillo, marro, narro, nillo, santo, dama, setmana, avió, noet, palet, fita, quadros, semo..., ratlleta, telleta (al Matarranya); nonet (la Garrotxa); setmana (Penedès, Pla de l'Estany, Bages), palet (Ripollès); el pinset (Sant Hilari Sacalm, Beuda); batzana o matzana (al Rosselló); patorra (al Vallespir).
En valencià la denominació més estesa és la de sambori, que ha donat nom també a la revista infantil Sambori i als premis de literatura infantil Sambori. De totes maneres, el joc també és conegut com a marro als Ports, pisso al Maestrat; tella a la Plana Alta, ronxe a la Canal de Navarrés, enxanc a l'Alcoià i tranc a l’Alacantí. A més, localment, trobem rall, xicolé, salamí, testillo, xinxe, xula o estrebillo.

## Origen
L'origen de la xarranca és incert. Certs investigadors creuen que va començar al món antic durant l'Imperi Romà i que els soldats romans feien uns exercicis com a entrenament militar que van ser imitats, simplificats i adaptats pels infants, però aquesta tesis està descartada a día d'avui degut a la falta de proves.
Per altra banda, s'ha trobat una llista del segle VI o V a. C.  de jocs prohibits, al text sagrat del Brahmajala Sutta del Cànon Pali, que Siddharta Gautama va dir que no jugaría i que els seus deixebles tampoc hi devien jugar, entre els quals es troba el parihāra-patham; un terme pali que significa literalment “camí de la evasió” o “sender d'evitar (obstàcles)” una forma primerenca de xarranca India. Aquest esment budista és possiblement la referència textual més antiga a un joc de xarranca. Atès que el Buda històric va viure al segle V a. C., podem inferir que aquest joc ja era conegut a la seva època a la regió del Ganges.
A l’Edat Mitjana, es va estendre per Europa i, al Renaixement, adquirí interpretacions simbòliques, inspirades en obres com La Divina Comèdia de Dante.

## Simbologia espiritual i filosòfica

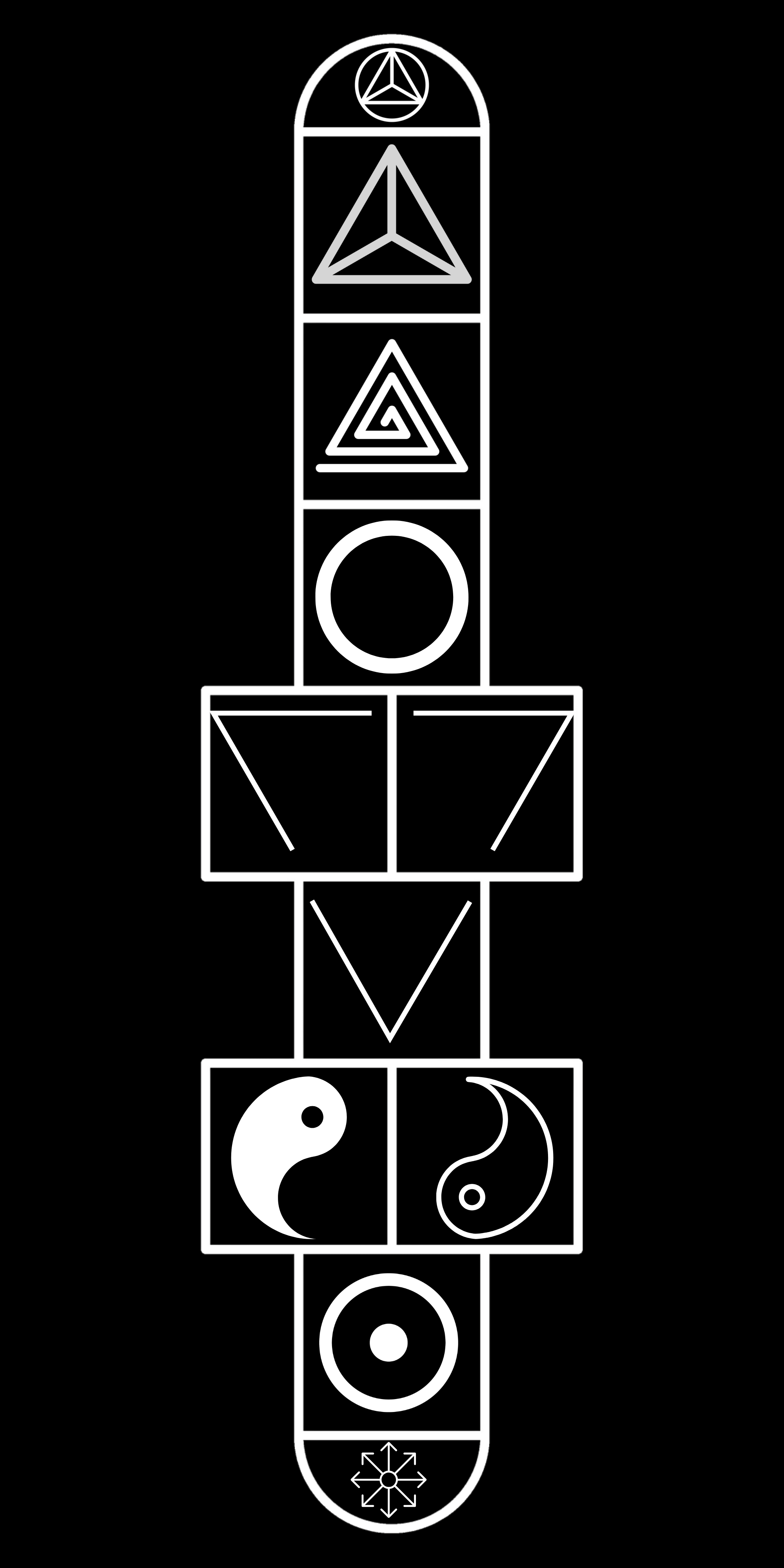
0: CAOS, 1: POTÈNCIA, 2-3: DUALITAT, 4: DIFERÈNCIA, 5-6: REPETICIÓ, 7: CICLE, 8: INFINIT, 9: SÍNTESIS, 10: JOC

En algunes versions tradicionals, el diagrama representa el camí de l’ànima des de la Terra fins al Cel, evitant l’infern (els límits de les caselles representen la condemna o la desviació espiritual). El recorregut simula un viatge iniciàtic o ritual de pas: la pedra llançada simbolitza l’ànima i el jugador actua com a pelegrí. Aquest simbolisme ha estat relacionat amb la càbala, el cristianisme, l’alquímia i altres tradicions espirituals.
Autors com Mircea Eliade i Julio Cortázar han suggerit que la xarranca té un origen sagrat i que conserva elements de rituals antics desacralitzats amb el pas del temps. Algunes variants del joc, com la xarranca cargol, reforcen l’analogia amb laberints sagrats.
Tot i que actualment es practica com un joc infantil sense connotacions religioses explícites, la xarranca continua despertant interès. Diverses interpretacions modernes (i algunes tradicionals) suggereixen que el diagrama de la xarranca representa un mapa del món espiritual, una metàfora del camí de la vida, del progrés moral o de l’ascens espiritual i ha estat objecte d’estudi en àmbits com l’etnografia, la pedagogia i la filosofia.

## Regles

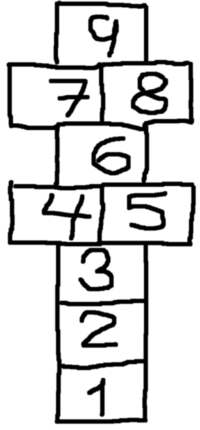
Recorregut típic de la xarranca

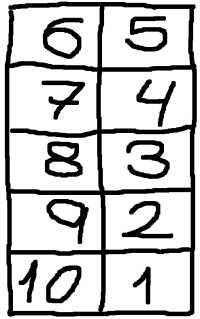
Un altre recorregut de xarranca

Hi ha moltes variants locals de regles per a jugar a la xarranca. Una de les típiques seria:
Hi juga un nombre indeterminat d'infants. Per torns es tira una pedra plana o un tros de teula (una tella) a la casella que toca. Es comença per la 1 i es va pujant. Cal que la pedra caigui dins de la casella, sense ni tan sols tocar les vores. Aleshores es fa el recorregut de la xarranca de la següent manera: cal passar per totes les caselles, successivament, saltant-se la casella que té la pedra, al peu coix, sense trepitjar les línies ni tocar amb l'altre peu el terra. Si el recorregut és dels que tenen caselles en creu i si cap de les dues caselles no és la que té la pedra, en arribar a aquestes es posa un peu a cadascuna, simultàniament (eixarrancats). En arribar a la darrera casella hom es gira i torna fins al principi. Quan s'està a la casella anterior a la que té la pedra cal ajupir-se i agafar-la i tornar amb ella al principi. Si durant aquest recorregut en algun moment el jugador toca amb l'altre peu a terra o trepitja una ratlla o en llençar la pedra no encerta bé la casella corresponent li passa el torn. Si fa tot el recorregut continua amb la següent casella fins que les ha fet totes.
Guanya qui primer fa tot el recorregut.
A voltes es juga a diverses rondes, de manera que la següent és igual, però a la tornada, en lloc de recollir la tella el que cal fer és anar-la passant de casella en casella fins al final, impulsada a puntades de peu (el peu que toca a terra), sense que se surti de les caselles, parant en cadascuna, i sense trepitjar les línies.